# Rama
Ramenski obroč ali rama je večsklepni sistem, sestavljen iz petih med seboj ločenih sklepov, ki so funkcionalno združeni v dve skupini. V anatomiji človeka je opredeljen kot del zgornje okončine (membrum superius), ki ga tvorita ključnica z lopatico.